# Шукла, Шубханшу
Шукла, Шубханшу(शुभांशु शुक्ला) — индийский военный летчик, член отряда космонавтов Индийской организации космических исследований, 2-й астронавт Индии - участник коммерческой пилотируемой космической миссии SpaceX AX-4.

## Жизнь и карьера[2][3]
Шубханшу Шукла родился 10 октября 1985 года в городе Лакхнау - столице индийского штата Уттар-Прадеш. Окончив среднюю школу (City Montessori School) в городе Лакхнау в 2003 году, Шубханшу поступил в Академию национальной обороны с целью стать военным летчиком. Закончив учебу в Академии, с июня 2006 года он служил в истребительном полку, принимал участие в военных действиях против террористов. Как один из лучших летчиков страны в январе 2020 года Шубханшу Шукла был выбран одним из четырех астронавтов набора 2019 года по программе космических полетов на индийском космическом корабле «Гаганьян». Отряд прошел подготовку к полетам в ЦПК им.Ю.А.Гагарина в России. В августе 2024 года Шубханшу Шукла был выбран индийской стороной в качестве основного кандидата для подготовки к полету на МКС в составе коммерческой миссии SpaceX AX-4, а организатор полета - компания Axiom Space официально объявила о его назначении пилотом предстоящей миссии.

## Космический полёт[4]
Коммерческая миссия SpaceX AX-4 продолжительностью 20 суток 3 часа была реализована в ходе полета многоразового космического корабля Crew Dragon Grace к МКС в период с 25-го июня по 15-е июля 1925 года. Шубханшу Шукла и его товарищи по экипажу Ax-4 провели 18 дней на МКС, вместе выполнив более 60 исследовательских работ и приняв участие в более чем 20 информационно-просветительских мероприятиях.